# Câmpia Careiului (sit SCI)
Câmpia Careiului este un sit de importanță comunitară (SCI) desemnat în scopul protejării biodiversității și menținerii într-o stare de conservare favorabilă a florei și faunei sălbatice, precum și a habitatelor de interes comunitar aflate în arealul zonei protejate.  Aria naturală este situată în extremitatea nord-vestică a Transilvaniei (în apropierea limitei de graniță cu Ungaria), pe teritoriile județelor Bihor și Satu Mare.

## Localizare
Aria protejată se întinde în partea nord-vestică a județului Bihor, pe teritoriile administrative a orașului Valea lui Mihai și pe cele ale comunelor Curtuișeni și Șimian și în cea sud-vestică a județului Satu Mare, pe teritoriile comunelor Andrid, Căuaș, Pir, Pișcolț, Santău și  Tiream. Aceasta este străbătută de drumul național DN19 care leagă municipiul Oradea de Carei.

## Înființare
Zona a fost declarată sit de importanță comunitară prin Ordinul Ministerului Mediului și Dezvoltării Durabile Nr.1964 din 13 decembrie 2007 (privind instituirea regimului de arie naturală protejată a siturilor de importanță comunitară, ca parte integrantă a rețelei ecologice europene Natura 2000 în România) și se întinde pe o suprafață de 23.641,6 hectare. Aria protejată se suprapune în cea mai mare parte Câmpiei Ierului (sit Natura 2000), parțial sitului SPA Câmpia Nirului-Valea Ierii și include ariile protejate: Dunele de nisip Foieni, Mlaștina Vermeș, Pășunea cu Carynepharus de la Voievozi, Complexul hidrografic Valea Rece și Pădurea Urziceni.
Situl reprezintă o arie naturală (păduri de foioase, păduri în tranziție, pășuni, pajiști, terenuri arabile, râuri, lacuri, bălți, mlaștini, turbării, vii și liveză) încadrată în bioregiunea panonică a Câmpiei Someșului (subdiviziune geomorfologică ce aparține sectorului nordic al Câmpiei de Vest); ce adăpostește și conservă o gamă diversă de floră spontană și faună sălbatică.

## Biodiversitate
Aria naturală dispune de 12 tipuri de habitate naturale (Păduri ripariene mixte cu Quercus robur, Ulmus laevis, Fraxinus excelsior sau Fraxinus angustifolia, din lungul marilor râuri; Vegetație de silvostepă eurosiberiană cu Quercus spp; Zăvoaie cu Salix alba și Populus alba; Pajiști xerice pe substrat calcaros; Pajiști cu Molinia pe soluri calcaroase, turboase sau argiloase; Pajiști de altitudine joasă; Pajiști aluviale din Cnidion dubii; Comunități de lizieră cu ierburi înalte higrofile de la nivelul câmpiilor, până la cel montan și alpin; Cursuri de apă din zonele de câmpie, până la cele montane, cu vegetație de Ranunculion fluitantis și Callitricho-Batrachion; Râuri cu maluri nămoloase cu vegetație de Chenopodion rubri si Bidention; Depresiuni umede intradunale și Dune panonice) ce asigură condiții de hrană și viețuire mai multor specii faunistice (mamifere, păsări, amfibieni, reptile, pești, insecte) și protejează elemente floristice rare.

### Faună
La baza desemnării sitului se află câteva specii faunistice (mamifere, reptile, amfibieni, păsări, pești, insecte); dintre care unele enumerate în anexa I-a a Directivei Consiliului European 92/43/CE din 21 mai 1992 (privind conservarea habitatelor naturale și a speciilor de faună și floră sălbatică) sau aflate pe lista roșie a IUCN; astfel: 
Mamifere cu specii de: cerb (Cervus elaphus), căprioară (Capreolus capreolus), pisică sălbatică (Felis silvestris), jderul de copac (Martes martes), popândău european (Spermophilus citellus), orbete (Nannospalax leucodon), hârciog european (Cricetus cricetus), hermină (Mustela erminea), șoarecele pitic (Micromys minutus), chițcan mic de apă (Neomys anomalus); 
Păsări (migratoare, de pasaj) protejate la nivel european prin Directiva CE 147/CE (anexa I-a) din 30 noiembrie 2009: sfrânciocul cu frunte neagră (Lanius minor), sfrâncioc roșiatic (Lanius collurio), acvilă țipătoare mare (Aquila clanga), acvilă țipătoare mică (Aquila pomarina), șoim dunărean (Falco cherrug), cresteț cenușiu (Porzana parva), cresteț pestriț (Porzana porzana), viespar (Pernis apivorus), pescăruș albastru (Alcedo atthis), caprimulg (Caprimulgus europaeus), erete de stuf (Circus aeruginosus), erete vânăt (Circus cyaneus), ciocănitoare de stejar (Dendrocopos medius), ciocănitoare neagră (Dryocopus martius), ciocănitoarea de grădină (Dendrocopos syriacus);
Reptile și amfibieni: șarpele de alun (Coronella austriaca), șarpele de apă (Natrix tessellata), șarpele de casă (Natrix natrix), șopârlă de munte (Lacerta vivipara, Zootoca vivipara), țestoasa de baltă (Emys orbicularis), buhaiul de baltă cu burtă roșie (Bombina bombina), broască râioasă (Bufo bufo), broasca de pământ (Pelobates fuscus), broască râioasă verde (Bufo viridis), broasca verde (Rana esculenta), broasca mare de lac (Rana ridibunda), tritonul cu creastă (Triturus cristatus), tritonul cu creastă danubian (Triturus dobrogicus), tritonul comun transilvănean (Triturus vulgaris ampelensis);
Pești: zvârlugă (Cobitis taenia), țigănuș (Umbra krameri), țipar (Misgurnus fossilis), boarță (Rhodeus sericeus amarus), caracudă (Carassius carassius). 
Nevertebrate (gândaci, fluturi): cosașul-de-munte-cu-picioare-roșii (Odontopodisma rubripes),  croitorul mare al stejarulu (Cerambyx cerdo), rădașcă (Lucanus cervus),  gândaci )din speciile Eurydema fieberi și Sternodontus obtusus), fluturele maturna (Euphydryas maturna), fluturele purpuriu (Lycaena dispar), fluturașul albastru cu puncte negre (Maculinea teleius).

### Floră
În arealul sitului este semnalată prezența câtorva rarități floristice (arbori, arbusti, flori și ierburi); printre care unele protejate prin aceeași Directivă a CE 92/43/CE din 21 mai 1992, privind conservarea habitatelor naturale și a speciilor de faună și floră sălbatică.

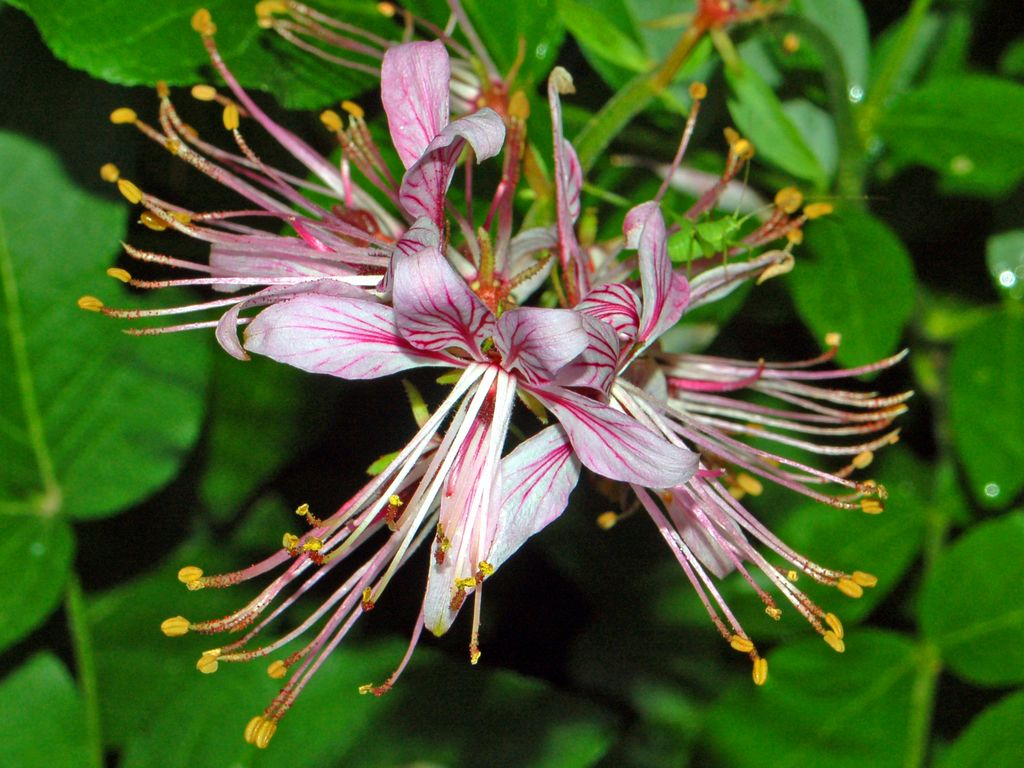
Frăsinel (Dictamnus albus)

Printre speciile de plante care vegetează la nivelul ierburilor se află mai multe rarități floristice protejate la nivel european prin aceeași Directivă CE 92/43/CE din 21 mai 1992; astfel: stânjenelul sălbatic de stepă (Iris aphylla ssp. hungarica), stânjenelul de nisip (Iris humilis ssp. arenaria), dediței (Pulsatilla pratensis ssp. hungarica), pălămidă (Cirsium brachycephalum), clopțelul cu frunze de crin (Adenophora lilifolia), angelică (Angelica palustris), trifoiașul-de-baltă (Marsilea quadrifolia), otrățelul bălților (Aldrovanda vesiculosa), frăsinel (Dictamnus albus), mlăștiniță (Epipactis palustris), siminoc (din specia Helichrysum arenarium), o specie de clopoțel (Jasione montana) din familia Campanulaceae, ghiocelul de baltă (Leucojum aestivum), buhai (Listera ovata), flocoșele (Lychnis coronaria), bujori (Orchis laxiflora ssp. elegans), untul-vacii (Orchis morio), stupiniță (Platanthera bifolia), orhidee (Platanthera chlorantha), broscăriță (Potamogeton acutifolius),  piciorul cocoșului (Ranunculus lingua), ștevie de baltă (Rumex aquaticus), saxifragă (Saxifraga bulbifera), cimbrișor sălbatic (Thymus glabrescens), bulbuc de munte (Trollius europaeus), sunătoare (Hypericum tetrapterum), pipiriguț (Eleocharis carniolica), Elymus hispidus (o specie de iarbă din familia Poaceae), păiuș (Festuca vaginata), rogoz (Carex supina). 
Flora lemnoasă are în componență arbori și arbusti cu specii de: jugastru (Acer campestre), frasin (Fraxinus), stejar (Quercus robur), ulm de câmp (Ulmus minor), plop alb (Populus alba), plop negru (Populus nigra), salciei târâtoare (Salix rosmarinifolia), alun (Corylus avellana), porumbar (Prunus spinosa), soc (Sambucus L.), păducel (Crataegus monogyna), corn (Cornus mas).

## Căi de acces
- Drumul național DN19 pe ruta Oradea - Biharia - Tămășeu - Roșiori - Ianca - Diosig - Săcuieni - Tarcea.

## Monumente și atracții turistice
În vecinătatea sitului se află numeroase obiective de interes istoric, cultural și turistic (lăcașuri de cult, castele, conace, muzee, situri arheologice, arii protejate); astfel:

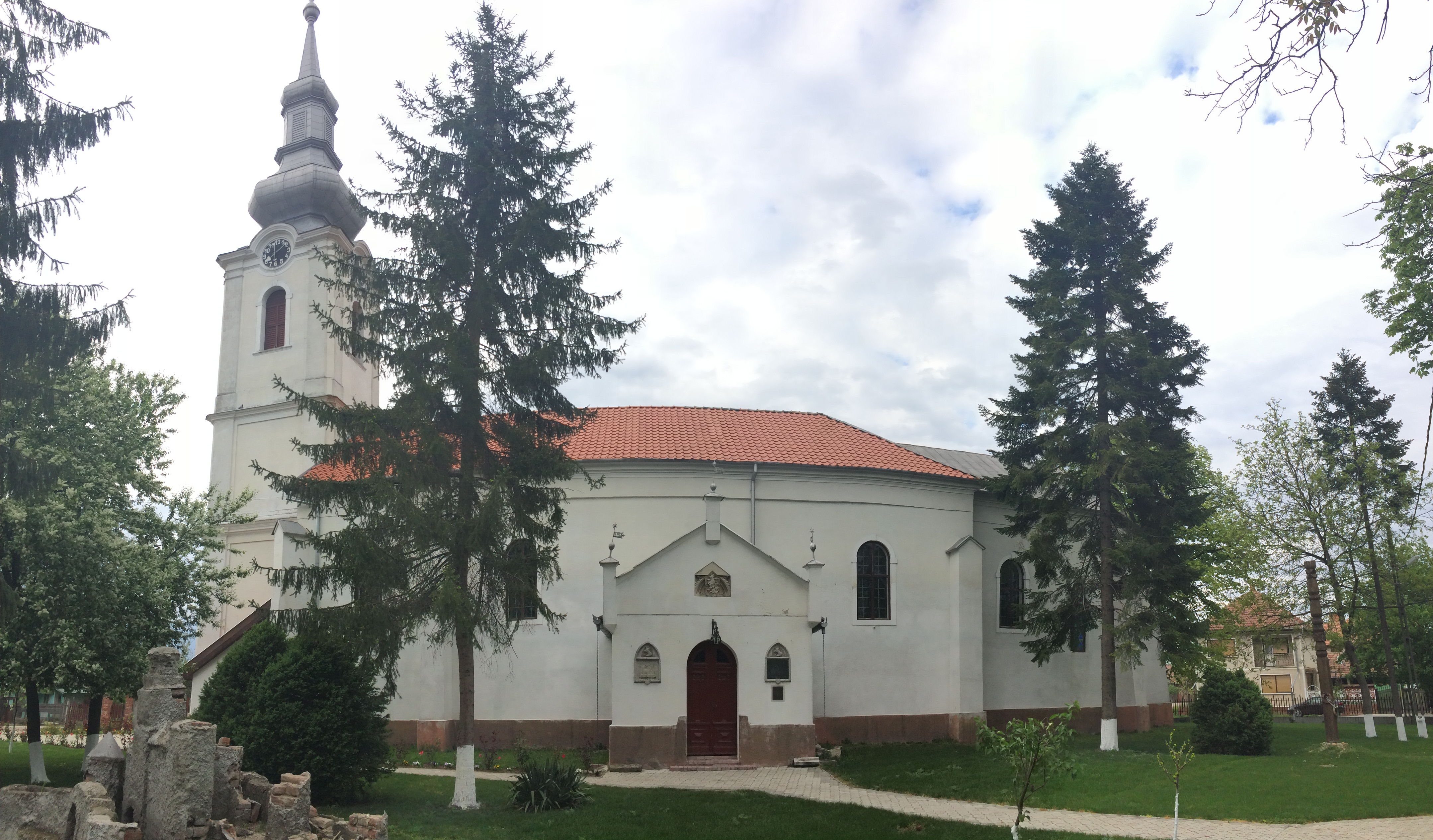
Biserica reformată din Săcueni

- Biserica romano-catolică "Sf. Maria Imaculata" din Sălacea, construcție 1792, monument istoric.
- Biserica reformată din Săcueni.
- Biserica "Sf. Nicolae" din Dindești, construcție 1800, monument istoric.
- Biserica reformată din Pir, construcție secolul al XV-lea, monument istoric.
- Biserica ortodoxă "Schimbarea la față" din Vezendiu, construcție 1700, monument istoric.
- Biserica reformată din Pișcolt, construcție secolul al XV-lea, monument istoric.
- Biserica "Sf. Arhangheli Mihail și Gavriil" din Hurezu Mare, construcție 1700, monument istoric.
- Castelul Zichy din Diosig, construcție 1701, monument istoric.
- Casa natală poetul maghiar Ady Endre din satul omonim, construcție secolul al XIX-lea, monument istoric.
- Conac-Curia Komarony din Otomani, construcție secolul al XVIII-lea, monument istoric.
- Conacul Frater (1895), Conacul Draveczky (1846) și Conacul Frater (1860) din Galoșpetreu, monumente istorice.
- Situl arheologic de la Curtuișeni (așezări atribuite perioadelor: sec. IX - XII; Latène; Epoca bronzului, Cultura Suciu de Sus, Cultura Wietenberg, Cultura Otomani; cultura Wietenberg).
- Așezare fortificată "Insula Cetății" din satul Diosig (Epoca bronzului).
- Săcuieni (sit de importanță comunitară), Lacul Cicoș (rezervația naturală).